# (792156) 2020 XR
(792156) 2020 XRとは、アポロ群に属する地球近傍天体で、直径が390メートル (1,280 ft) の潜在的に危険な小惑星である。5日間の観測弧では、2028年12月1日に地球に衝突する可能性が11,000分の1であるとされ、パレルモスケールが-0.70でセントリーのSentry Risk Tableの一番上にリストされた。

## 発見
2020 XRは、2020年12月4日にパンスターズ2によって発見された。地球から0.426天文単位 (63,700,000 km) 離れており太陽との離角は75°であった。2020年12月8日に近日点を通過した。2021年1月2日に、地球から0.328天文単位 (49,100,000 km) の距離を通過する。
2020年12月13日、2013年、2016年、及び2020年半ばの正確な軌道を計算することが目的の観測により、観測弧が8日から7.8年に延長され、(792156) 2020 XRはSentry Risk Tableから削除された。

## 2024年
2028年12月に衝突するかしないかは2024年の(792156) 2020 XRの地球による摂動で決定する。2024年12月4日、(792156) 2020 XRは地球から0.0147天文単位 (2,200,000 km) の距離を通過する（不確実性は±800 km）。これにより、(792156) 2020 XRの公転周期が10日長くなると予測される。
| 時期   | 元期 （日付） | 公転周期 |
| ------ | ------------- | -------- |
| 接近前 | 2024年9月4日  | 1441日   |
| 接近後 | 2025年3月4日  | 1451日   |

## 2028年
2028年11月7日、(792156) 2020 XRは地球から0.121天文単位 (18,100,000 km) の距離を通過する。2028年12月1日までに、(792156) 2020 XRと地球との距離は0.19天文単位 (28,000,000 km) となり、不確実性は±10,000 km である。